# Науруз-хан
Науру́з-хан — хан Золотой Орды (январь 1360 — май-июнь 1360). Происхождение неизвестно, самозванец. Его мусульманским именем было Мухаммед.
В январе 1360 года Науруз сверг и убил Кульпу. Выдавал себя за сына хана Джанибека. После смерти великого князя московского Ивана Красного многие князья поехали в Орду для того, чтобы хан утвердил их на княжеских столах. Науруз передал ярлык на великое княжение нижегородскому князю Андрею Константиновичу, который, в свою очередь, уступил его младшему брату Дмитрию Суздальскому.
В результате заговора эмиров свергнут и казнен орда-еженидом Хизром (по русским летописям — Кидырь), который ещё в 1359 году объявил себя ханом в Гюлистане.

## В культуре
В кинематографе
- «Рюриковичи. История первой династии» (2019; Россия) — докудрама, режиссёр Максим Беспалый, в роли Науруза  — Николай Прилуцкий.